# سيفن هيلز
سيفن هيلز (أوهايو) (بالإنجليزية: Seven Hills, Ohio)‏ هي مدينة تقع في الولايات المتحدة في مقاطعة كاياهوغا، أوهايو. يقدر عدد سكانها بـ 11,804 نسمة ومساحتها 12.74 كم2 وترتفع عن سطح البحر 269 متر.

## التركيبة السكانية
قام مكتب تعداد الولايات المتحدة بتحديد بيانات التركيبة السكانية لسيفن هيلزفي تعداد الولايات المتحدة. في ما يلي، التركيبة السكانية حسب تعدادي 2000 و2010.

### تعداد عام 2000
بلغ عدد سكان سيفن هيلز 12,080 نسمة بحسب تعداد عام 2000، وبلغ عدد الأسر 4,787 أسرة وعدد العائلات 3,757 عائلة مقيمة في المدينة. في حين سجلت الكثافة السكانية 2,411.6 نسمة لكل ميل مربع (931.1/كم2). وبلغ عدد الوحدات السكنية 4,883 وحدة بمتوسط كثافة قدره 974.8 نسمة لكل ميل مربع (376.4/كم2).
وتوزع التركيب العرقي للمدينة بنسبة 97.18% من البيض و 0.02% من الأمريكيين الأصليين و 2.12% من الأمريكيين ذوي الأصول الآسيوية و 0.15% من الأمريكيين الأفارقة و 0.42% من عرقين مختلطين أو أكثر.
بلغ عدد الأسر 4,787 أسرة كانت نسبة 22.7% منها لديها أطفال تحت سن الثامنة عشر تعيش معهم، وبلغت نسبة الأزواج القاطنين مع بعضهم البعض 68.2% من أصل المجموع الكلي للأسر، ونسبة 7.5% من الأسر كان لديها معيلات من الإناث دون وجود شريك، وكانت نسبة 21.5% من غير العائلات. تألفت نسبة 19.4% من أصل جميع الأسر من أفراد ونسبة 12.3% كانوا يعيش معهم شخص وحيد يبلغ من العمر 65 عاماً فما فوق. وبلغ متوسط حجم الأسرة المعيشية 2.89، أما متوسط حجم العائلات فبلغ 2.52.
بلغ العمر الوسطي للسكان 47 عاماً. وكانت نسبة 18.2% من القاطنين تحت سن الثامنة عشر، وكانت نسبة 5.2% بين الثامنة عشر والأربعة وعشرون عاماً، ونسبة 23.4% كانت واقعةً في الفئة العمرية ما بين الخامسة والعشرون حتى والأربعة وأربعون عاماً، ونسبة 27.4% كانت ما بين الخامسة والأربعون حتى الرابعة والستون، ونسبة 25.8% كانت ضمن فئة الخامسة والستون عاماً فما فوق. يوجد لكل 100 أنثى 93.1 ذكر، ويوجد لكل 100 أنثى في الثامنة عشر من عمرها فما فوق 91.7 ذكر.
بلغ متوسط دخل الأسرة في المدينة 54,413 دولار، أما متوسط دخل العائلة فبلغ 62,520 دولار. وكان متوسط دخل الذكور 44,500 دولار مقابل 31,047 دولار للإناث. وسجل دخل الفرد الخاص بالمدينة 25,014 دولار. وكانت نسبة 2.0% من العائلات ونسبة 2.6% من السكان تحت خط الفقر، وكان من هؤلاء نسبة 4.0% تحت سن الثامنة عشر ونسبة 2.2% في الخامسة والستين من العمر وما فوق.

### تعداد عام 2010
بلغ عدد سكان سيفن هيلز 11,804 نسمة بحسب تعداد عام 2010، وبلغ عدد الأسر 4,989 أسرة وعدد العائلات 3,586 عائلة مقيمة في المدينة. في حين سجلت الكثافة السكانية 2,404.1 نسمة لكل ميل مربع (928.2/كم2). وبلغ عدد الوحدات السكنية 5,167 وحدة بمتوسط كثافة قدره 1,052.3 لكل ميل مربع (406.3/كم2).
وتوزع التركيب العرقي للمدينة بنسبة 95.6% من البيض و 0.1% من الأمريكيين الأصليين و 2.5% من الأمريكيين ذوي الأصول الآسيوية و 0.8% من الأمريكيين الأفارقة و 0.7% من عرقين مختلطين أو أكثر.
بلغ عدد الأسر 4,989 أسرة كانت نسبة 21.5% منها لديها أطفال تحت سن الثامنة عشر تعيش معهم، وبلغت نسبة الأزواج القاطنين مع بعضهم البعض 61.0% من أصل المجموع الكلي للأسر، ونسبة 7.7% من الأسر كان لديها معيلات من الإناث دون وجود شريك، بينما كانت نسبة 3.2% من الأسر لديها معيلون من الذكور دون وجود شريكة وكانت نسبة 28.1% من غير العائلات. تألفت نسبة 24.8% من أصل جميع الأسر من أفراد ونسبة 14.4% كانوا يعيش معهم شخص وحيد يبلغ من العمر 65 عاماً فما فوق. وبلغ متوسط حجم الأسرة المعيشية 2.82، أما متوسط حجم العائلات فبلغ 2.36.
بلغ العمر الوسطي للسكان 50 عاماً. وكانت نسبة 16.3% من القاطنين تحت سن الثامنة عشر، وكانت نسبة 5.7% بين الثامنة عشر والأربعة وعشرون عاماً، ونسبة 19.7% كانت واقعةً في الفئة العمرية ما بين الخامسة والعشرون حتى والأربعة وأربعون عاماً، ونسبة 32% كانت ما بين الخامسة والأربعون حتى الرابعة والستون، ونسبة 26.3% كانت ضمن فئة الخامسة والستون عاماً فما فوق. وتوزع التركيب الجنسي للسكان بنسبة 48.7% ذكور و51.3% إناث.